# Haplozana
Haplozana är ett släkte av fjärilar. Haplozana ingår i familjen tandspinnare.
Enligt Catalogue of Life omfattar släktet två arter::
- Haplozana melanogramma
- Haplozana nigrolineata